# Cyborg She
Boku no Kanojo wa Cyborg (僕の彼女はサイボーグ lit. Mi novia es un ciborg?), conocida en occidente también como Cyborg She, es una película de comedia romántica–ficción japonesa del 2008, dirigida por Kwak Jae-Yong y protagonizada por Haruka Ayase y Keisuke Koide.

## Historia
22 de noviembre de 2007. Jirou Kitamura (Keisuke Koide) se encuentra solo en su cumpleaños número 20. Mientras compra un regalo para sí mismo en una tienda comercial, atrae la mirada de una linda joven (Haruka Ayase). Ella parece interesada en él, siguiéndole hasta un restaurante en el cual le dice que también es su cumpleaños y ambos intercambian regalos. 
La joven, que actúa de una forma extraña, provoca que sean perseguidos por el centro de Tokio al no pagar la cuenta del restaurante. Después de pasar algunas horas, Jirou se da cuenta de que se ha enamorado de ella. Poco después ella dice que tiene que irse y huye del lugar.
La historia continua el 22 de noviembre de 2008, exactamente un año después de su encuentro. Jirou celebra su cumpleaños 21 en el mismo restaurante en donde estuvo con la joven el año pasado. De repente, una joven idéntica aparece frente a él, sin embargo ésta ha sido enviada desde el futuro por un Jirou más viejo y afectado por un accidente. 
Ella se describe como un Ciborg modelado con las características de la joven que conoció en el 2007. Así inicia una extraña relación, con una joven que a pesar de su lindo aspecto, es increíblemente fuerte y tiene un comportamiento errático. Ella se convierte en una ayuda para Jirou y asimismo salva a diferentes personas.
Con el paso del tiempo, Jirou comienza a enamorarse, aunque ella no puede corresponder los mismos sentimientos. Es así que él se siente enojado y decide no verla más, aunque gradualmente se arrepiente al darse cuenta de que ella aun sigue cuidándole a pesar de no estar a su lado. 
Poco después ocurre un terrible suceso; un gran terremoto devasta la ciudad de Tokio y es cuando aparece la joven para proteger a Jirou. A pesar de sus cualidades asombrosas, no puede escapar de la destrucción y al expresar a Jirou que comprendía sus sentimientos, ella queda totalmente destruida. Es entonces que Jirou pasa 61 años tratando de reconstruirla, muriendo poco después de haberlo logrado.
Luego de la muerte de Jirou en el futuro aún más lejano, la cyborg es vendida a una joven con el mismo aspecto físico. Ella toma los recuerdos del robot como propios y decide visitar a Jirou para conocerlo, haciéndolo un año antes que el cyborg lo conozca, siendo este el primer encuentro con Jirou en el 2007. Por legislación del futuro, se le prohíbe volver a verlo, pero ella decide vivir en el pasado con Jirou y vuelve definitivamente en el preciso instante en que Jirou reconoce haber perdido a la cyborg en el terremoto, cerrando así el círculo en el tiempo y la historia romántica. Ambos, la joven de carne y hueso y Jirou pasan el resto de sus vidas juntos.

## Elenco
- Haruka Ayase como el Cyborg.
- Keisuke Koide como Jiro Kitamura.
- Risa Ai como la novia de Jiro.
- Nya Daigo como Manager de la tienda.
- Yoshikazu Ebisu como Dueño de la dulcería.
- Kenichi Endo como el Subastador.
- Horiken como el chofer del Bus.
- Masatô Ibu como el Diseñador.
- Kenta Kiritani como el compañero de Jiro.
- Fumiyo Kohinata como Reportero.
- Rio Matsumoto como el entrevistador.
- Rokurô Naya como el anciano Jiro.
- Yasuhiro Roppongi como el Cantinero.